# ألين بارنت (مهندس)
ألين بارنت (بالإنجليزية: Allen Barnett)‏ هو مهندس أمريكي، ولد في 20 يونيو 1940.